# Carlo Alfano

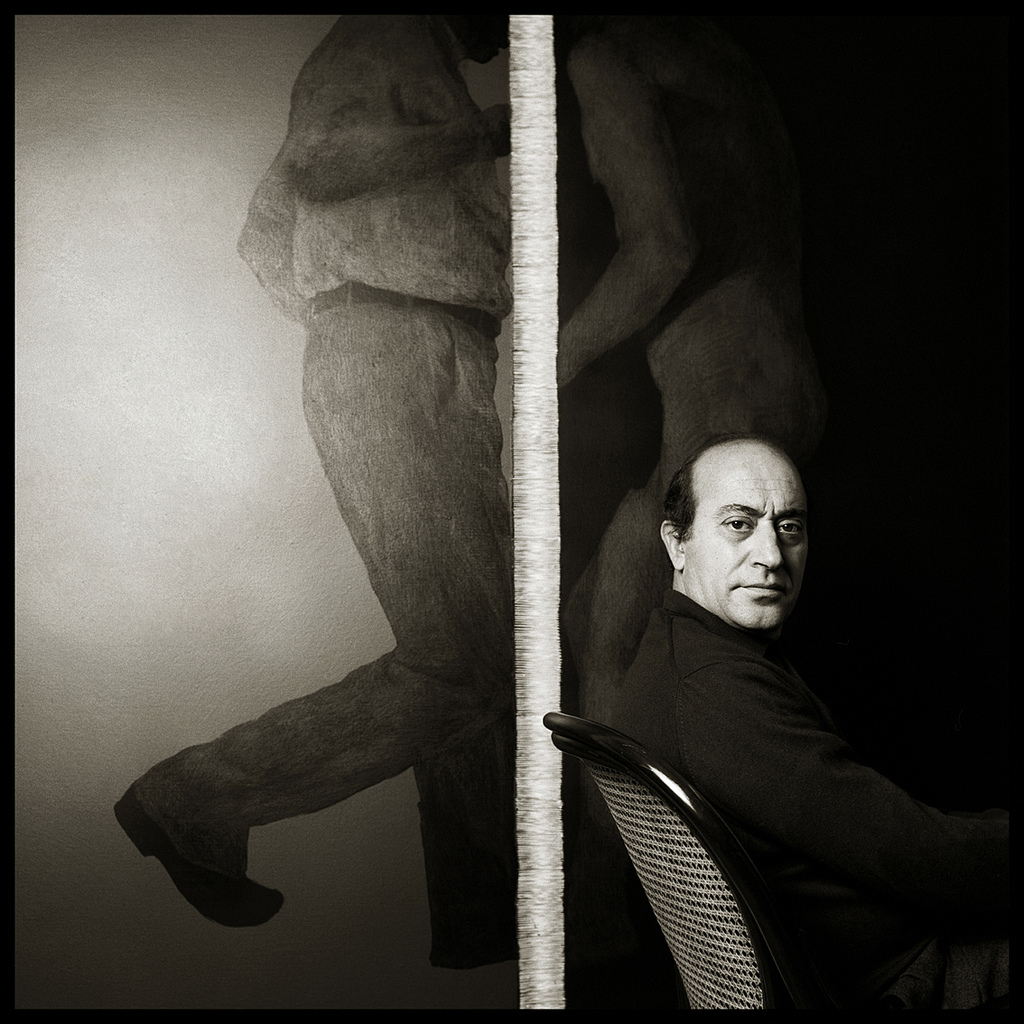
Carlo Alfano, Foto: Augusto De Luca

Carlo Alfano (* 22. Mai 1932 in Neapel; † 25. Oktober 1990) war ein italienischer Maler und Grafiker.

## Leben und Werk
Carlo Alfano studierte an der Accademia di Belle Arti di Napoli und wurde Ende der 1960er Jahre bekannt mit audiovisuellen Projekten. Inspiriert wurde Alfano durch seine literarischen und philosophisch-anthropologischen Interessen, von Michel Foucault, Shakespeare, Cervantes, Marcel Proust, James Joyce und vielen anderen.
1969 begann Carlo Alfano mit der Serie „Frammenti di un autoritratto anonimo/Fragmente eines anonymen Selbstbildnisses“, an der er zeitlebens weiterarbeitete. Carlo Alfano protokollierte mit skripturalen Zeichen Zeitabläufe.

## Ausstellungen (Auswahl)

### Einzelausstellungen
- 2015: Retrospektive, Castel dell’Ovo, Neapel[6]
- 1985: Carlo Alfano. Staatsgalerie Moderner Kunst, München
- 1979: Carlo Alfano: Bilder und Zeichnungen Fragmente eines anonymen Selbstbildnisses. Schloss Morsbroich, Städtisches Museum Leverkusen

### Gruppenausstellungen
- 1982: Biennale di Venezia, Venedig
- 1977: documenta 6, Kassel
- 1975: Geschriebene Malerei: Carlo Alfano, Annalies Klophaus, Roman Opalka, Dieter Rühmann, Cy Twombly, Ben Vautier, Badischer Kunstverein, Karlsruhe